# Topsentia bahamensis
Topsentia bahamensis är en svampdjursart som beskrevs av Diaz, van Soest och Pomponi 1993. Topsentia bahamensis ingår i släktet Topsentia och familjen Halichondriidae.
Artens utbredningsområde är Bahamas. Inga underarter finns listade i Catalogue of Life.